# Casa Balmelli
Die Casa Balmelli steht in Rovio, einem Dorf in der Gemeinde Val Mara im Kanton Tessin in der Schweiz. Das Haus an der Via San Vigilio 19 gilt als Schlüsselbau der Tessiner Architekturschule von Tita Carloni und Luigi Camenisch.

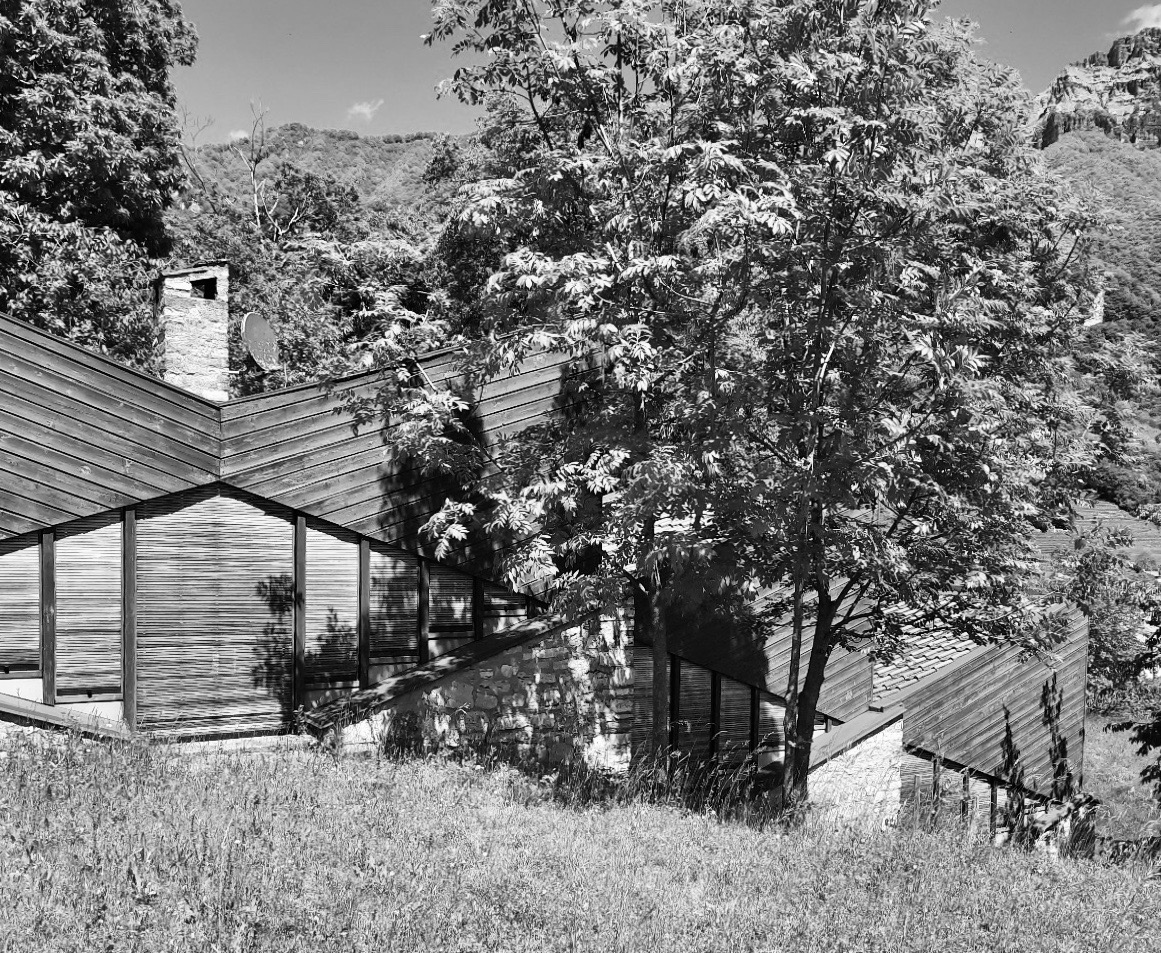
Casa Balmelli

## Geschichte
Die Casa Balmelli wurde zwischen 1956 und 1957 nach Plänen von den Vertretern der Tessiner Schule Carloni und Camenisch errichtet.

## Architektur
Es ist ein kleines Haus in den Hügeln. Besonderheiten sind die schrägen Flächen, der steinerne Sockel und die Holzdächer, die sich gegen das natürliche Terrain richten. Rational dagegen sind die geometrische Komposition, die Einordnung der verglasten Flächen in die Kompositionsachsen und die Rhythmisierung des Gebäudevolumens durch die Abfolge der gestaffelten Dächer. Das Raumprogramm sieht ein Badezimmer, zwei Schlafzimmer, ein Koch-, Ess- und Wohnraum mit dessen Außenbereich davor.

## Kulturgut
Das Wohnhaus ist ein Kulturgut von kantonaler Bedeutung und ist in der Liste der Kulturgüter von Val Mara eingetragen.

## In der Nähe
- Wohnhaus von Tita Carloni[4]
- Oratorium San Vigilio